# Presidenti della Valle d'Aosta

Bandiera della Valle d'Aosta

Il presidente della Valle d'Aosta (in francese président de la Vallée d'Aoste) è il capo del governo della Valle d'Aosta.

## Elenco
Nel 1946 venne nominato dal CLN il primo provvisorio Consiglio della Valle, composto da 5 membri di cui uno assessore per ciascuno dei 5 partiti. La presidenza fu affidata al Partito d'Azione, dapprima con Federico Chabod e poi con Severino Caveri. Trasformata la Circoscrizione autonoma in Regione autonoma in seguito alla proclamazione della Costituzione, vennero organizzate regolari elezioni.
I presidenti della Valle d'Aosta susseguitisi dal 1949 ad oggi sono i seguenti:
| Nº | Presidente (Nascita-Morte) | Presidente (Nascita-Morte)                          | Presidente (Nascita-Morte)                | Partito                              | Coalizione                                | Coalizione                                      | Mandato          | Mandato           | Leg.            |
| Nº | Presidente (Nascita-Morte) | Presidente (Nascita-Morte)                          | Presidente (Nascita-Morte)                | Partito                              | Coalizione                                | Coalizione                                      | Inizio           | Fine              | Leg.            |
| -- | -------------------------- | --------------------------------------------------- | ----------------------------------------- | ------------------------------------ | ----------------------------------------- | ----------------------------------------------- | ---------------- | ----------------- | --------------- |
| 1  |                            |                                                     | Severino Caveri (1908-1977)               | Union Valdôtaine                     |                                           | Centrismo UV-DC                                 | 21 maggio 1949   | 8 luglio 1954     | I (1949)        |
| 1  | 8 luglio 1954              | 8 dicembre 1954                                     | Severino Caveri (1908-1977)               | Union Valdôtaine                     |                                           | Centrismo UV-DC                                 |                  |                   | I (1949)        |
| 2  |                            |                                                     | Vittorino Bondaz (1905-1997)              | Democrazia Cristiana                 |                                           | DC-PSDI-PLI                                     | 9 dicembre 1954  | 16 giugno 1959    | II (1954)       |
| 3  |                            |                                                     | Oreste Marcoz (1905-1972)                 | Union Valdôtaine                     |                                           | Socialcomunismo UV-PCI-PSI                      | 17 giugno 1959   | 24 novembre 1963  | III (1959)      |
| –  |                            |                                                     | Severino Caveri (1908-1977)               | Union Valdôtaine                     | 26 novembre 1963                          | Socialcomunismo UV-PCI-PSI                      | 30 maggio 1966   | IV (1963)         |                 |
| 4  |                            |                                                     | Cesare Bionaz (1912-1969)                 | Democrazia Cristiana                 |                                           | Centro-sinistra "organico" DC-PSI-PSDI-RIV      | 31 maggio 1966   | IV (1963)         | 20 maggio 1968  |
| 4  | 11 giugno 1968             | 1º luglio 1969                                      | Cesare Bionaz (1912-1969)                 | Democrazia Cristiana                 | V (1968)                                  | Centro-sinistra "organico" DC-PSI-PSDI-RIV      |                  |                   |                 |
| 5  |                            |                                                     | Mauro Bordon (1914-1995)                  | Democrazia Cristiana                 | V (1968)                                  |                                                 | DC-PSI-PSDI      | 18 settembre 1969 | 7 aprile 1970   |
| 6  |                            |                                                     | Cesare Dujany (1920-2019)                 | Democratici Popolari                 | V (1968)                                  |                                                 | DPop-PSI-UV-RV   | 15 maggio 1970    | 4 luglio 1973   |
| 6  |                            | DPop-PSI-UVP                                        | Cesare Dujany (1920-2019)                 | Democratici Popolari                 | 19 luglio 1973                            | 15 novembre 1974                                | VI (1973)        |                   |                 |
| 7  |                            |                                                     | Mario Andrione (1932-2017)                | Union Valdôtaine                     |                                           | UV-PSI-UVP-RV                                   | VI (1973)        | 20 dicembre 1974  | 18 ottobre 1975 |
| 7  |                            | UV-DC-PSI-PSDI-UVP-RV                               | Mario Andrione (1932-2017)                | Union Valdôtaine                     | 18 ottobre 1975                           | 18 luglio 1978                                  | VI (1973)        |                   |                 |
| 7  |                            | UV-DC-DPop-PSI-PSDI-UVP-PRI                         | Mario Andrione (1932-2017)                | Union Valdôtaine                     | 19 luglio 1978                            | 20 luglio 1983                                  | VII (1978)       |                   |                 |
| 7  |                            | UV-DC-ADP-PRI                                       | Mario Andrione (1932-2017)                | Union Valdôtaine                     | 21 luglio 1983                            | 4 gennaio 1984                                  | VIII (1983)      |                   |                 |
| 8  |                            | UV-DC-ADP-PRI                                       |                                           | Augusto Rollandin (1949-2024)        | Union Valdôtaine                          | 4 gennaio 1984                                  | VIII (1983)      | 18 luglio 1984    |                 |
| 8  | 18 luglio 1984             | UV-DC-ADP-PRI                                       | 26 luglio 1988                            | Augusto Rollandin (1949-2024)        | Union Valdôtaine                          |                                                 | VIII (1983)      |                   |                 |
| 8  |                            | UV-DC-ADP-PSI-PRI                                   | 27 luglio 1988                            | Augusto Rollandin (1949-2024)        | Union Valdôtaine                          | 25 giugno 1990                                  | IX (1988)        |                   |                 |
| 9  |                            |                                                     | Giovanni Bondaz (1936)                    | Democrazia Cristiana                 |                                           | DC-ADP-PSI-PRI-UAP                              | IX (1988)        | 25 giugno 1990    | 3 giugno 1992   |
| 10 |                            |                                                     | Ilario Lanivi (1939)                      | Autonomisti Democratici Progressisti |                                           | UV-PDS-ADP-PSI-PRI                              | IX (1988)        | 10 giugno 1992    | 29 giugno 1993  |
| 11 |                            |                                                     | Dino Viérin (1948)                        | Union Valdôtaine                     |                                           | UV-PDS-FdV-PSI (con ADP e PRI nel 1994-1998)    | 30 giugno 1993   | 29 giugno 1998    | X (1993)        |
| 11 |                            | UV-DS-FA (con SA nel 2001-2002)                     | Dino Viérin (1948)                        | Union Valdôtaine                     | 30 giugno 1998                            | 18 dicembre 2002                                | XI (1998)        |                   |                 |
| 12 |                            |                                                     | Roberto Louvin (1960)                     | Union Valdôtaine                     |                                           | UV-DS-FA-SA                                     | XI (1998)        | 18 dicembre 2002  | 7 luglio 2003   |
| 13 |                            |                                                     | Carlo Perrin (1946)                       | Union Valdôtaine                     |                                           | UV-DS                                           | 8 luglio 2003    | 4 luglio 2005     | XII (2003)      |
| 14 |                            |                                                     | Luciano Caveri (1958)                     | Union Valdôtaine                     | 4 luglio 2005                             | UV-DS                                           | 22 febbraio 2006 |                   | XII (2003)      |
| 14 |                            | Vallée d'Aoste (UV-SA-FA)                           | Luciano Caveri (1958)                     | Union Valdôtaine                     | 22 febbraio 2006                          | 30 giugno 2008                                  |                  |                   | XII (2003)      |
| –  |                            | Vallée d'Aoste (UV-SA-FA)                           |                                           | Augusto Rollandin (1949-2024)        | Union Valdôtaine                          | 1º luglio 2008                                  | 30 giugno 2013   | XIII (2008)       |                 |
| –  |                            | Vallée d'Aoste (UV-SA)                              | 8 luglio 2013                             | Augusto Rollandin (1949-2024)        | Union Valdôtaine                          | 10 giugno 2014                                  | XIV (2013)       |                   |                 |
| –  |                            | UV-SA (con PD nel 2015-2016; con UVP nel 2016-2017) | 10 giugno 2014                            | Augusto Rollandin (1949-2024)        | Union Valdôtaine                          | 10 marzo 2017                                   | XIV (2013)       |                   |                 |
| 15 |                            |                                                     | Pierluigi Marquis (1964)                  | Stella Alpina                        |                                           | SA-UVP-ALPE-PNV                                 | XIV (2013)       | 10 marzo 2017     | 11 ottobre 2017 |
| 16 |                            |                                                     | Laurent Viérin (1975)                     | Union Valdôtaine Progressiste        |                                           | Vallée d'Aoste (UV-UVP-PD-EPAV)                 | XIV (2013)       | 11 ottobre 2017   | 27 giugno 2018  |
| 17 |                            |                                                     | Nicoletta Spelgatti (1971)                | Lega Nord                            |                                           | Lega-SA-ALPE-MOUV'-Misto                        | 27 giugno 2018   | 10 dicembre 2018  | XV (2018)       |
| 18 |                            |                                                     | Antonio Fosson (1951)                     | Pour Notre Vallée                    |                                           | UV-UVP-SA-ALPE                                  | 10 dicembre 2018 | 16 dicembre 2019  | XV (2018)       |
| –  |                            |                                                     | Renzo Testolin (1968) Vicepresidente f.f. | Union Valdôtaine                     | 16 dicembre 2019                          | UV-UVP-SA-ALPE                                  | 21 ottobre 2020  |                   | XV (2018)       |
| 19 |                            |                                                     | Erik Lavévaz (1980)                       | Union Valdôtaine                     |                                           | UV-PD-AV-SA-VDAU (con RC e AD-GA nel 2020-2021) | 21 ottobre 2020  | 25 gennaio 2023   | XVI (2020)      |
| –  |                            |                                                     | Luigi Bertschy (1965) Vicepresidente f.f. | Alliance Valdôtaine                  | 25 gennaio 2023                           | UV-PD-AV-SA-VDAU (con RC e AD-GA nel 2020-2021) | 1º marzo 2023    |                   | XVI (2020)      |
| 20 |                            |                                                     | Renzo Testolin (1968)                     | Union Valdôtaine                     | UV-PD-SA-Pl'A (Con AV-VdAU nel 2023-2024) | 2 marzo 2023                                    | in carica        |                   | XVI (2020)      |

## Presidenti per durata complessiva
| N. | Presidente            | Giorni in carica |
| -- | --------------------- | ---------------- |
| 1  | Augusto Rollandin     | 5538             |
| 2  | Dino Viérin           | 3458             |
| 3  | Mario Andrione        | 3302             |
| 4  | Severino Caveri       | 2943             |
| 5  | Vittorino Bondaz      | 1650             |
| 6  | Cesare Dujany         | 1645             |
| 7  | Oreste Marcoz         | 1621             |
| 8  | Cesare Bionaz         | 1127             |
| 9  | Luciano Caveri        | 1092             |
| 10 | Renzo Testolin        | 902              |
| 11 | Erik Lavévaz          | 826              |
| 12 | Carlo Perrin          | 727              |
| 13 | Giovanni Bondaz       | 709              |
| 14 | Ilario Lanivi         | 384              |
| 15 | Antonio Fosson        | 371              |
| 16 | Laurent Viérin        | 259              |
| 17 | Pierluigi Marquis     | 215              |
| 18 | Mauro Bordon          | 201              |
| 19 | Roberto Louvin        | 201              |
| 20 | Nicoletta Spelgatti   | 166              |
| -  | Luigi Bertschy (f.f.) | 35               |